# Pronauphoeta adusta
Pronauphoeta adusta är en kackerlacksart som först beskrevs av Gerstaecker 1883.  Pronauphoeta adusta ingår i släktet Pronauphoeta och familjen jättekackerlackor.
Artens utbredningsområde är Kamerun. Inga underarter finns listade i Catalogue of Life.